# Jonah Laulu
Jonah Laulu (Las Vegas, 30 giugno 2000) è un giocatore di football americano statunitense che milita nel ruolo di defensive tackle per i Las Vegas Raiders della National Football League (NFL).

## Carriera universitaria
Laulu nel 2018 cominciò a giocare college football per l'Università delle Hawaii con gli Hawaii Rainbow Warriors che militano nella Mountain West Conference (MWC) della Divisione I della Football Bowl Subdivision (FBS) della NCAA e in cui, nel suo primo anno, fu nominato MVP difensivo della squadra.
Nel 2021 Laulu totalizzò 34 tackle e quattro sack prima di trasferirsi all'Università dell'Oklahoma per giocare con gli Oklahoma Sooners impegnati nella Southeastern Conference (SEC). Nella sua prima stagione con Oklahoma Laulu fece 5,5 tackle con perdita di yard, 1,5 sack e un intercetto. All'inizio della stagione 2023 cambiò ruolo, passando a giocare come defensive tackle. Nel suo ultimo anno al college Laulu fece tre gare da titolare e totalizzò 11 tackle e un sack.

## Carriera professionistica

### Indianapolis Colts
Laulu fu scelto nel settimo giro, 231º assoluto, del Draft NFL 2024 dagli Indianapolis Colts. Laulu non rientrò nel roster attivo iniziale dei Colts per la nuova stagione e il 27 agosto 2024 fu svincolato.

### Las Vegas Raiders
Il 28 agosto 2024 Laulu firmò con i Las Vegas Raiders. Debuttò come professionista subentrando nella gara del primo turno persa contro i Los Angeles Chargers. La sua prim stagione si chiuse con 35 placcaggi e un sack disputando tutte le 17 partite, di cui 7 come titolare.

## Statistiche

### Stagione regolare
| Stagione | Stagione | Stagione | Stagione | Difesa  | Difesa  | Difesa  | Difesa | Difesa  |
| Anno     | Squadra  | P        | PT       | T. tot. | T. sol. | T. ass. | Sack   | Fmb. F. |
| -------- | -------- | -------- | -------- | ------- | ------- | ------- | ------ | ------- |
| 2024     | LV       | 17       | 7        | 35      | 15      | 20      | 1,0    | 0       |
| Totale   | Totale   | 17       | 7        | 35      | 15      | 20      | 1,0    | 0       |

Fonte: Football Database